# Животиње
Животиње (Animalia) су велика група вишећелијских, еукариотских, хетеротрофних организама, која се у биологији класификује као царство. Животиње гутају храну и варе је унутар тела мада неке имају екстраинтестинерно варење, као што је случај код паука. Највећи број животиња су покретни организми. Уврштени су у домен Eukariota.
Аристотел је први класификовао целокупан живи свет на животиње и биљке. Оваква оригинална подела се дуго задржала у науци, али се услед нагомилавања нових информација и чињеница током последњих векова и подела организама усложнила. Савремена класификација организама прати постојање хијерархије група (таксономске категорије), где је царство животиња међу најопштијима. Број царстава јако варира у схватањима различитих аутора, најчешће се помиње број 5 (Whittaker), или, много реалнији број, од око 100.
Када се говори о животињском свету често се користи реч фауна.

## Порекло речи „животиња“
Реч „животиња“ потиче од латинске речи Animalis, што значи „има даха“. У свакодневној колоквијалној употреби, реч се односи на не-људске чланове царства Animalia. Понекад, само ближи рођаци људи попут сисара и других кичмењака су намењене у колоквијалне употребе. Биолошка дефиниција речи односи се на све чланове царства Animalia , обухватајући створења разнолика као сунђера, медуза, инсеката и људи.

## Карактеристике животиња
Царство животиња укључује хетеротрофне вишећелијске организме, чије су ћелије организоване макар у примитивна ткива. Ови организми су широко распрострањени у биосфери и заузимају разнолике еколошке нише. И сама морфолошка грађа животиња се јако разликује међу групама. Следеће заједничке карактеристике повезују животиње у смислену класификациону групу:
1. у питању су вишећелијски еукариотски организми
2. не поседују ћелијски зид
3. поседују молекуле колагена, интегрина, протеогликана и адхезивних гликопротеина у екстрацелуларном матриксу
4. поседују специфичне међућелијске везе типа пукотинастих веза и дезмозома
5. постоји могућност покрета ћелија током онтогенетског развића
6. имају заједничке одлике развића зигота — браздање и стадијум бластуле (евентуално и гаструле?)
7. хетеротроф ни су, што условљава њихове улоге у екосистемима (паразити, предатори, детривори)
8. поседују гастралну шупљину са једним или два отвора

## Структура
Уз неколико изузетака, пре свега сунђере (Porifera) и Placozoa, животиње имају више ткива у телу. Специфична ткива укључују мишићно, које је носилац покрета, и нервно ткиво, које прима, обрађује и прослеђује реакцију на сигнале из средине. Типично, постоји и унутрашња дигестивна средина, са једним или два отвора. Животиње са оваквом врстом организације називају се Eumetazoa.
Све животиње имају еукариотске ћелије, окружене карактеристичним екстрацелуларним матриксом који изграђеним од колагена и еластичних гликопротеина. Ово се може стврднути да се формирају структуре као што су љуштуре, кости, и спикуле. У току развоја, формира релативно флексибилан оквир на којима ћелије могу да се крећу и да се реорганизују, што сложене структуре могуће. Насупрот томе, други вишећелијски организми, попут биљака и гљива, ћелије се држе на месту помоћу ћелијских зидова, и тако развијају прогресиван раст. Такође, јединствене одлике животињских ћелија су следеће: међућелијски спојеви уске саобраћајнице, гап раскрсница, и дезмозоме.

## Царство животиња - класификација
Постоји неколико различитих класификационих схема поделе царства вишећелијских животиња (Animalia, Metazoa). По једној од ранијих, деле се у две групе:
- потцарство Parazoa, целуларног типа грађе, код којих се не образују права ткива и органи; припадају им типови плакозое и сунђери;
- потцарство Eumetazoa, код којих се образују ткива и органи; припадају им све остале вишећелијске животиње.

Оваква подела царства животиња је релативно традиционална, у последње време ју је неколико аутора критиковало и дало алтернативне схеме.

## Репродукција и развој
Скоро све животиње пролазе неки облик сексуалне репродукције. Они имају неколико специјализованих репродуктивних ћелија, које прођу мејозе за производњу покретних сперматозоида. Ово осигурава да те ћелије формирају зигот, које се развијају у нову животињу.
Многе животиње су такође способне да се бесполно размножавају. Ово се може обавити преко партеногенеза, где плодна јаја произведена без парења пупе.
Зигот се развија и у почетку се зове бластула, која пролази преуређивање и диференцијацију. У сунђера, бластула ларве пливају на нову локацију и развијају се у нови сунђер. У многим другим групама, бластула пролази компликованије преуређивање. То је прва инвагинација да се формира гаструла са дигестивном комором, и два одвојена слоја: екстерни ендодерм и интерни ендодерм. У већини случајева, мезодерм се такође развија између њих. Ови слојеви затим се диференцирају да формирају ткива и органе.

## Храна и порекло енергије
Све животиње су хетеротрофне, што значи да се хране директно или индиректно другим живим бићима. Они су често даље подељени на групе, као што су месоједи, биљојед, сваштоједи и паразити.
Предаторство је еколошка интеракција у којој предатор вреба и/или лови свој плен (организам који је нападнут). Предатори могу али не морају да убију свој плен пре него што се нахране њиме, али чин предаторства увек резултује смрћу плена.
Друго главно понашање је детритивор потрошње, потрошња мртве органске материје. То понекад може бити тешко да раздвоји понашања исхране, на пример, где је паразитска врста плен на организам домаћина, а затим полажу јаја на њему за своје потомке да се хране на њеном распадању леша. Селективни притисци на један од другог довела је до еволутивну трку наоружања између плена и предатора, што доводи до разних антипредатор адаптација.
Већина животиња индиректно користити енергију сунца једући биљке. Када животиња једе биљке (или једе друге животиње које једу биљке), у смањењу емисије угљен једињења у храни постане извор енергије и грађевинског материјала за животиње. Они или је користе директно да помогне животиња расте, или индиректно, ослобађајући сунчеву енергију, и даје се енергија потребна за кретања.
Животиње које живе близу хидротермалних отвора на копну и на дну океана не зависи од енергије сунца.

## Настанак животиња, фосилна историја и филогенија
У науци је заступљено мишљење да су се прве, предачке, линије животиња појавиле још у прекамбријуму, пре око 700 милиона година, док неки аутори сматрају да се постанак прве животињске ћелије десио пре око милијарду година. Велике морфолошке разлике између данашњих група су се појавиле још у камбријуму, или у вендској периоди, Едијакара епохи. Тада су вероватно биле присутне следеће групе животиња: сунђери, жарњаци, мекушци, чланковити црви (анелиде), зглавкари. Присуство морфолошки изведенијих група, попут мекушаца, анелида и зглавкара указује на позамашан еволуциони ход и диференцијацију животиња у прекамбријуму.
Преовладава уверење да животиње воде порекло од еукариотских бичара. Најближи живући сродници тих облика су хоанофлагелати, чија морфологија подсећа на хоаноците неких сунђера (ћелије које им покривају унутрашњу површину). Молекулско-биолошка истраживања сврставају животиње у надгрупу живог света под називом Opisthokonta, у који спадају и хоанофлагелати, гљиве и неколицина малених паразитских протиста. Хоанофлагелати су добили назив по позадинској позицији бича (у творевини која личи на крагну), у покретљивим ћелијама, што се такође јавља и код сперматозоида већине сисара, док већина осталих еукариота има антериорни бич.
Први фосили који су вероватно остаци животиња јављају се у формацији Трезона у Јужној Аустралији. Сматра се да су то били рани сунђери. Пронађени су у стенама које су датиране на око 665 милиона година.
Наредни могући најстарији фосил животиња потиче из краја прекамбријум, пре око 610 милиона година, а спада у едијакаријску биоту. Међутим, врло их је тешко довести у везу са каснијим фосилима. Неки од њих можда представљају претке данашњих облика животиња, али су можда и одвојене групе, па, ако се то потврди, уопће и не спадају у животиње.
Осим њих, преци најпознатијих колена животињског царства јављају се више или мање у исто време током камбријума, пре око 542 милиона година. Још увек је предмет расправа да ли тај догађај, који се назива камбријском експлозијом, представља брзу дивергенцију међу различитим групама или промену услова у станишту због којих су се њихови остаци лакше фосилизовали.
Неки палеонтолози сматрају да су се животиње појавиле много пре камбријске експлозије биодиверзитета, могуће чак и пре милијарду година. Фосилизовани трагови, попут отисака тела и јазбина, из ере тонија указују на присуство триплобластулних црва, сличних метазоама, приближно исте величине (ширине око 5 mm) и комплексности као глисте. Почетком овог геолошког периода, пре око милијарду година, дошло је до смањења диверзитета строматолита, што може указивати на појаву животиња које су се њима храниле, будући да им је, након пермско-тријаског и ордовицијско-силурског изумирања диверзитет такођер порастао. Међутим, откриће трагова који су врло слични онима из данашњих стена, ствара налаз остатака огромног једноћелијског протиста Gromia sphaerica, који баца сумњу у њихов статус доказа ране еволуције животиња.
Процењује се да је изумрло чак 99,9% свих животиња које су икада постојале.

## Животиње и човек
Људска врста (Homo sapiens) такође припада царству Animalia, из којег га издвајају само достигнућа културе, у најширем смислу речи.
Према узајамном односу, човјек животиње дели на:
- домаће животиње
- дивље животиње
- свете животиње
- корисне животиње (стока, животиње за вучу, животиње за клање)
- штеточине

Према примитивним уверењима неких источних народа, свете животиње могу бити живе инкарнације животиња-богова, које су, на пример у Старом Египту, вероватно биле поштоване. Током ритуалних поступака животиње могу служити и као жртве.

## Класификација
Према савременим схватањима животиње су једно од царстава еукариота. Обично се деле на три подцарства: Mesozoa, Parazoa и Eumetazoa која обухватају 39 типова – колена. Највећи број врста спада у зглавкаре (Arthropoda).
Напомена: Међу првим заградама је број познатих субхијерархијских категорија, а међу другима: број описаних врста.
- Колено Acanthocephala (946).
  - Разред: Archiacanthocephala (168);
  -  (167);
  -  (611)
- Колено Annelida (13,245). Разред:
  -  (1,562);
  -  (11,683)
- Колено Arthropoda (883,570). Разред:
  -  (61,624);
  -  (613):
  -  (12);
  -  (центипеде) (3,138);
  -  (1);
  -  (милипеде) (9,601);
  -  (1);
  -  (2,837);
  -  (776,088);
  -  (20,962);
  -  (5.184);
  -  (4);
  - неозначено Symphyla (83);
  -  (1,718);
  -  (415);
  -  (1,264);
  -  (25)
- Колено Brachiopoda (411). Разред:
  -  (c) (19);
  -  (24);
  - неозначено (16; Thecideida);
  -  (352)
- Колено Bryozoa (5,673). Разред:
  -  (4,929)
  -  (69)
  -  (675)
- Колено Chaetognatha (178). Разред:
  - неозначено (178),
    - ред (неозначено 178).
      - Породице: Bathybelosidae (1); Eukrohniidae () (56); Krohnitelldae (1);  (2); Krohnittidae () (3); Pterokrohniidae (1);  (1); Sagittidae () (87); Spadellidae () (25); Torquatoridae (1)
- Колено Chordata (64,210). Разред:
  -  (30,426)
  -  (водоземци) (6,440)
  -  (65)
  -  (2,251)
  -  (birds) (9,963)
  -  (43)
  -  (33)
  -  (Ајкуле и жаре) (1,128)
  -  (химере) (49)
  -  (сисари) (4,998)
  -  (слепуље) (77)
  -  (рептили) (8,655)
  -  (Рибе с обореним лопатицама и земаљски кичмењачи) (8)
  -  (плашташи) (74)
- Колено Cnidaria (9,912). Разред:
  -  (анемони и корали) (5,936) (28) (1)
  -  (морске осе и кутијаста медуза) (36)
  -  (хидралне животиње, хидроиде и хидрозоане) (3,698) (3)
  -  (медузе) (194) (1)
  -  (48)
- Колено Ctenophora (166). разред:
  -  (23)
  -  (143) (1)
- Колено Cycliophora (2). Разред:
  -  (2)
- Колено Echinodermata (4,615). Разред:
  -  (1,913)
  -  (74)
  -  (184)
  -  (290)
  -  (2,153)
  -  (1)
- Колено Echiura (179). разред:
  - неозначено (179)
    - Ред. Неозначено (179). Породице: Bonelliidae (78); Echiuridae () (95); неозначено {2, родови Binoraphorus (1) Sactosoma (1)}; Urechidae () (4)
- Колено Gastrotricha (716). Разред:
  - неозначено (716)
    - Ред.  (454); Macrodasyda (262)
- Колено Gnathostomulida (98). Разред:
  - Неозначено (98)
    - Ред.  () (70); Filospermoidea () (28)
- Колено Hemichordata (106). Разред:
  -  (81)
  -  (25)
- Колено Kamptozoa (171). Разред: (171)
  - Неозначено (171)
    - Ред: неозначено (171).
      - Породице: Barentsiidae (Invert) (25); Loxokalypodidae (Invert) (2); Loxosomatidae (Invert) (124); Pedicellinidae () (20)
- Колено Kinorhyncha (157).
  - Разред, Неозначено (157)
    - Ред:  (91); Homalorhagida (66)
- Колено Loricifera (22)
  - Разред, неозначено 22
    - Ред:  (22)
      - Породцице: Nanaloricidae (6); Pliciloricidae (16)
- Колено  (1)
  - Разред, neoznačen (1)
    - Ред:  (1)
      - Породица:  (1)
        - Род:  (1)
          - Врста:
- Колено Mollusca (мекушци) (14.227)
  - разред: Aplacophora (66)
  - разред:  (шкољке) (2,340) (77) (17)
  - разред: Cephalopoda (октопуси и хоботнице) (739)
  - разред: Gastropoda (гастроподи, пужеви) (9,630) (79) (11)
  - разред: Monoplacophora (мекушци) (29)
  - разред: Polyplacophora (пужеви) (907)
  - разред:  (шкољке) (516)
- Колено Myxozoa (40)
  - разред Myxosporea (40)
    - Ред:  (1); Bivalvulida (33); Myxosporida (6)
- Колено Nematoda (3,457)
  - Разред: Adenophorea (2,685); Secernentea (772)
- Колено Nematomorpha (238)
- Колено Nemertea (врпчари) (1,332)
  - разред: Anopla (571); Enopla (698); неозначено (63; Породица (1): Arhynchonemertidae (1); Родови (62): Ascaris (1); Borlasia (9); Carinella (1);  (1);  (1);  (1); Eupolia (3);  (1); Gordius (8); Hallezia (1);  (1);  (1);  (1); Meckelia (4); Nareda (1); Nemertes (7); Omatoplea (1);  (1);  (2); Polia (3);  (1); Prostoma (6); Scotia (1);  (1);  (1); Vermiculus (3)
- Колено Onychophora (167)
  - Разред: неозначено (167)
    - Ред: неозначено (167)
      - Породица: Peripatidae (Peripatatus) (66); Peripatopsidae (Peripatatus)}- (101)
- Колено Orthonectida (24)
  - Разред: неозначено (24)
    - Ред. неозначено (24)
      - Породица: Pelmatosphaeridae (Invert) (1); Rhopaluridae () (23)
- Колено Phoronida (10)
  - Разред: неозначено (10)
    - Ред. неозначено (10)
      - Породица: неозначено (10)
        - Родоvi: Phoronis (7); Phoronopsis (3)
- Колено  (1)
  - разред: неозначен (1)
    - ред: неозначен (1)
      - Породица:  (1)
        - Род (1) Trichoplax (1)
          - Врста:
- Колено Platyhelminthes (3,322)
  - Разред: Acoela (380); Archoophora (5); Cestoda (Trakavice) (52); Nemertodermatida (8); Neoophora (65); Trematoda (1,643); Turbellaria (1,169)
- Колено Porifera (8,122)
  - Разред: Calcarea (669); Demospongiae (6,889); Hexactinellida (562); неозначено (2; Родови Ceratella 1, Placodictyum, 1)
- Колено Priapulida (19)
  - Разред: неозначено (19)
    - Ред: неозначено (19)
      - Породица: Chaetostephanidae (2); Priapulidae (priapulids) (9); Tubuluchidae (8)
- Колено Rhombozoa (89)
  - Разред: неозначено (89)
    - Ред. неозначено (89)
      - Породица: Conocyemidae () (5); Dicyemidae () (83); Kantharellidae (1)
- Колено Rotifera (r) (1,994)
  - Разред: Eurotatoria (1,991); Pararotatoria (3)
- Колено Sipuncula (206)
  - Разред: Phascolosomatidea (70); Sipunculidea (136)
- Колено Tardigrada (1,018)
  - Разред: Eutardigrada (628); Heterotardigrada (389); Mesotardigrada (1)
- Колено Xenoturbellida (2)
  - Разред: неозначено (2)
    - Ред: неозначено (2)
      - Породица (2). Xenoturbellidae (2)
        - Род:  (2)
          - Врсте. Xenoturbella bocki, Xenoturbella westbladi.[20][21][22][23]

## Број постојећих врста
Животиње се могу поделити у две широке групе:
- кичмењаци (животиње са кичмом) и
- бескичмењаци (животиње без кичме).

Половина свих описаних врста кичмењака су рибе, а три четвртине свих описаних врста бескичмењака су инсекти. У следећој су табели наведени број описаних постојећих врста за сваку главну подгрупа животиња, према проценама за Црвене листе угрожених врста, 2014.
| Група                                      | Слика                                     | Подгрупа            | Процена броја описаних врста |
| ------------------------------------------ | ----------------------------------------- | ------------------- | ---------------------------- |
| Кичмењаци                                  |                                           | Рибе                | 32.900                       |
| Кичмењаци                                  |                                           | Водоземци           | 7.302                        |
| Кичмењаци                                  |                                           | Гмизавци            | 10.038                       |
| Кичмењаци                                  |                                           | Птице               | 10.425                       |
| Кичмењаци                                  |                                           | Сисари              | 5.513                        |
| Кичмењаци                                  | Укупни број врста кичмењака: 66.178       |                     |                              |
| Бескичмењаци                               |                                           | Инсекти             | 1.000.000                    |
| Бескичмењаци                               |                                           | Мекушци             | 85.000                       |
| Бескичмењаци                               |                                           | Ракови              | 47.000                       |
| Бескичмењаци                               |                                           | Корали              | 2.000                        |
| Бескичмењаци                               |                                           | Пауци               | 102.248                      |
| Бескичмењаци                               |                                           | Баршунасти црви     | 165                          |
| Бескичмењаци                               |                                           | Потковичасти ракови | 4                            |
| Бескичмењаци                               |                                           | Остале              | 68.658                       |
| Бескичмењаци                               | Укупни број врста бескичмењака: 1.305.075 |                     |                              |
| Укупни број свих врста животиња: 1.371.253 |                                           |                     |                              |

Преко 95% описаних животињских врста су бескичмењаци.